# 1995 en Israël
Chronologie d'Israël (en)
- 1991
- 1992
- 1993
- 1994
- 1995
- 1996
- 1997
- 1998
- 1999

Cette page concerne les évènements survenus en 1995 en Israël  :

## Évènement
- 30 janvier Résolution 974 du Conseil de sécurité des Nations unies (en)
- 24 septembre : Accord intérimaire sur la Cisjordanie et la bande de Gaza
- 4 novembre : Assassinat d'Yitzhak Rabin

## Sport
- Championnat d'Israël de football 1994-1995
- Championnat d'Israël de football 1995-1996

## Culture

### Sortie de film
- Devarim

## Création
- Balad